# Горман, Томас
Томас Патрик Горман (англ. Thomas Patrick Gorman; 9 июня 1886, Оттава — 15 мая 1961, Оттава) — канадский игрок в лакросс, чемпион летних Олимпийских игр 1908.
На Играх 1908 в Лондоне Горман участвовал в мужском турнире, в котором его сборная заняла первое место, выиграв в единственном матче у Великобритании.